# Birama Ndoye
Pour les articles homonymes, voir Ndoye.
Birama Ndoye, né le 27 mars 1994 à Dakar, est un footballeur international mauritanien d'origine sénégalaise. Il évolue au poste de milieu défensif.

## Carrière
Après des essais à Parme puis Empoli, Birama Ndoye rejoint les équipes de jeunes du FC Sion en 2011. Après trois ans au club, il prolonge son contrat jusqu'en 2019. Devenu titulaire au sein de l'équipe, il se blesse en avril 2015 et ne participe donc pas à la victoire de son équipe en coupe de Suisse.
Il est licencié le 19 mars 2020 pour avoir refusé d'être mis au chômage technique, à la suite de la pandémie de coronavirus. Il est finalement réintégré dans l'effectif après avoir trouvé un accord avec la présidence du club.
Il quitte le FC Sion à l'issue de la saison 2021-2022.

## Statistiques
| Saison                | Club                  | Championnat           | Championnat | Championnat | Coupe(s) nationale(s) | Coupe(s) nationale(s) | Compétition(s) continentale(s) | Compétition(s) continentale(s) | Compétition(s) continentale(s) | Total | Total |
| Saison                | Club                  | Division              | M.          | B.          | M.                    | B.                    | Comp.                          | M.                             | B.                             | M.    | B.    |
| 2012-2013             | FC Sion               | Super League          | 3           | 0           | 0                     | 0                     | -                              | -                              | -                              | 3     | 0     |
| 2013-2014             | FC Sion               | Super League          | 23          | 0           | 2                     | 0                     | -                              | -                              | -                              | 25    | 0     |
| 2014-2015             | FC Sion               | Super League          | 27          | 1           | 4                     | 0                     | -                              | -                              | -                              | 31    | 1     |
| 2015-2016             | FC Sion               | Super League          | 21          | 0           | 3                     | 1                     | C3                             | 7                              | 0                              | 31    | 1     |
| 2016-2017             | FC Sion               | Super League          | 1           | 0           | 0                     | 0                     | -                              | -                              | -                              | 1     | 0     |
| Total sur la carrière | Total sur la carrière | Total sur la carrière | 75          | 1           | 9                     | 1                     | -                              | 7                              | 0                              | 91    | 2     |

## Palmarès
FC Sion
- Vainqueur de la coupe de Suisse en 2015 et finaliste en 2017